# Rozpočtový informační systém
Rozpočtový informační systém (RIS) je subsystémem Integrovaného informačního systému Státní pokladny.
Rozpočtový informační systém (RIS) bude implementován jako centralizovaný informační systém pro všechny organizační složky státu (OSS). Jeho hlavní funkcí bude příprava, sestavení a realizace státního rozpočtu i rozpočtů OSS. Informační systém bude podporovat veškeré úkony při přípravě a sestavení státního rozpočtu, umožní stanovení návrhu výdajů a příjmů rozpočtových kapitol i na nižší úrovni rozpočtového řízení. RIS bude též podporovat rozpočtování v členění Výdajových bloků a střednědobé rozpočtování. Důležitou funkcí RISu bude rozpočtování i následná kontrola příjmů a výdajů organizačních složek státu. RIS zabezpečí konzistenci rozpočtu v celém rozpočtovém procesu.
V rámci realizace rozpočtu bude velmi podstatná ex-ante kontrola disponibility rozpočtových prostředků a konsolidace čerpání rozpočtu na celostátní úrovni a na úrovni jednotlivých rozpočtových kapitol. Systém bude umožňovat změny a úpravy rozpočtu v průběhu platnosti a realizace rozpočtu. Transparentnost bude zajištěna mimo jiné i tím, že systém bude poskytovat celkové přehledy o všech rozpočtových opatřeních a evidovat všechny úpravy rozpočtu dle jednotlivých organizací na všech úrovních organizační hierarchie. 
Velmi důležitou funkcí RISu bude též poskytování průběžných informací o zrealizovaných platbách (příjmů i výdajů) organizačních složek státu na všech jejich účtech a jejich přiřazení k rozpočtové klasifikaci Ministerstvu financí. Aby bylo možné sledovat devizovou pozici státu, systém bude poskytovat přehled všech plánovaných plateb v cizí měně na příští dny. Samozřejmostí bude poskytování aktuálních informací potřebných k řízení státního dluhu a k řízení hotovosti a salda na jednotlivých účtech. Jednou z nejdůležitějších funkcí systému RIS bude správa a vedení jediného účtu veřejné správy, jediného účtu státní pokladny a jediného účtu státu. 
RIS bude také spravovat rezervní fondy a mimorozpočtové zdroje. RIS bude aplikačně napojen a bude úzce spolupracovat s ostatními subsystémy Integrovaného informačního systému státní pokladny.
Na RIS bylo 15. července 2008 vypsáno výběrové řízení.